# Altopedaliodes diplogramma
Altopedaliodes diplogramma är en fjärilsart som beskrevs av Otto Staudinger. Altopedaliodes diplogramma ingår i släktet Altopedaliodes och familjen praktfjärilar. Inga underarter finns listade i Catalogue of Life.